# Siège de Trieste
Sixième Coalition
Batailles
Campagne de Russie (1812)
- Liste des batailles
- Mir
- Moguilev
- Ostrovno
- Vitebsk
- Kliastitsy
- Smolensk
- 1re Polotsk
- Valoutina Gora
- Moskova
- Moscou
- Winkowo
- 2e Polotsk
- Maloïaroslavets
- Gorodnia
- Czaśniki
- Viazma
- Smoliani
- Krasnoï
- Bérézina

Campagne d'Allemagne (1813)
- Dantzig
- Lunebourg
- Möckern
- Lützen
- Bautzen
- Reichenbach
- Haynau
- Luckau
- Hoyerswerda
- Lauenbourg
- Goldberg
- Gross Beeren
- Katzbach
- Dresde
- Kulm
- Dennewitz
- Peterswalde
- Liebertwolkwitz
- Leipzig
- Hanau
- Sehested
- Torgau
- Hambourg

Campagne de France (1814)
- Sainte-Croix-en-Plaine
- Besançon
- Mayence
- Metz
- Saint-Avold
- 1re Saint-Dizier
- Brienne
- La Rothière
- Campagne des Six-Jours (Champaubert
- Montmirail
- Château-Thierry
- Vauchamps)
- Mormant
- Montereau
- Bar-sur-Aube
- Saint-Julien
- Laubressel
- Berry-au-Bac
- Craonne
- Coutures
- Laon
- Soissons
- Mâcon
- Reims
- Saint-Georges-de-Reneins
- Limonest
- Arcis-sur-Aube
- Fère-Champenoise
- 2e Saint-Dizier
- Meaux
- Claye
- Villeparisis
- Paris

- Feistritz
- Caldiero (en)
- Trieste
- Mincio

- Hoogstraten (de)
- Anvers
- Berg-op-Zoom
- Courtrai

Le siège de Trieste se déroule du 12 à la fin du mois d'octobre 1813. Un corps d'armée anglo-autrichien commandé par le feld-maréchal Nugent y capture la ville de Trieste défendue par la garnison franco-italienne du colonel Rabie.

## Contexte
Le 12 août 1813, après plusieurs semaines de manœuvres diplomatiques, l'Autriche déclare la guerre à la France et se joint à la Sixième Coalition. Dès le 15 août, une armée autrichienne envahie les Provinces illyriennes. Carlstadt et Villach tombent en quelques jours, ce qui pousse le gouverneur des Provinces illyriennes, Joseph Fouché, à replier son administration de Ljubljana vers Trieste qu'il atteint le 27 août.
Face à l'armée autrichienne, le vice-roi d'Italie, Eugène de Beauharnais, ne dispose que de trop faibles forces, en raison du nombre important d'Italiens perdus dans la campagne de Russie l'année précédente. Le 8 septembre l'administration des provinces illyriennes évacue Trieste et se replie sur Gorice.

## Déroulement
Le 12 octobre 1813, le feld-maréchal Nugent, à la tête de 3 500 Anglo-Autrichiens et avec le soutien de l'escadre anglaise de l'amiral Thomas Fremantle, met le siège devant Trieste. Plusieurs assauts sont menés sur les positions françaises et, le 22 octobre, un important ouvrage avancé, dit de la vieille poudrière, est emporté. Une batterie y est installée et inflige d'importants dégâts au fort, qui résiste cependant quelques jours encore jusqu'à être entièrement en ruine. Les combats cessent le 28 octobre selon Digby Smith et le 31 selon Jean-Claude Castex.

## Conséquences
Les assiégeants comptent 63 morts et blessés. Sur les 800 hommes de la garnison, 641 sont faits prisonniers. Selon Digby Smith, la garnison est ensuite reconduite au plus proche poste français et libérée, tandis que Jean-Claude Castex affirme qu'elle capitule sans conditions et est faite prisonnière.
La chute de Trieste marque la perte définitive des Provinces illyriennes. L'armée autrichienne se tourne désormais vers l'Italie du Nord et la plaine du Pô.